# Oumazza
Oumazza  (in arabo أم عزة‎?) è un centro abitato e comune rurale del Marocco situato nella prefettura di Skhirate-Témara, regione di Rabat-Salé-Kénitra. Conta una popolazione di 6 197 abitanti (censimento 2014).